# アレックス・シャーマン
アレックス・コズロフ（Alex Koslov、1984年1月21日 - ）は、ロシアの元男性プロレスラー。

## 来歴
ジェシー・ヘルナンデスが主宰するプロレス団体にてトレーニングを積み、2003年にプロレスラーとしてのキャリアを開始。2006年までPWGなどのアメリカのインディ団体に参戦。
2006年からメキシコのメジャー団体であるCMLLと契約。70年以上の歴史があるCMLLにおいて初のロシア人プロレスラーとしてデビューを果たした。契約して早々、CMLL世界ミドル級王座挑戦やレジェンダ・デ・アスルに参加するがいずれもタイトルを獲得することができなかった。2008年にはTNAに参戦し、ワールドXカップトーナメントに参加、またPPVにも登場した。
同年、メキシコのもう一つのメジャー団体であるAAAに電撃移籍。本人曰く、CMLLにおいて試合出場の減少、ジョバーとしての役割が多くなったことに不満を感じたことが原因だと語っている。CMLLで人気を博していただけに、AAAと契約するまでの間ファンから暴動を起こされないように海外旅行をして時間を費やしていたが、これを新聞やニュースなどのメディアは亡命という形で報道していた。AAAデビュー後、ジャック・エバンスやロッキー・ロメロ、テディ・ハートと並ぶ軽量級外国人レスラーとして重宝されるようになり、AAA世界クルーザー級王座を2度奪取するなど活躍。また、ROHにも定期参戦した。
2010年8月にWWEのSmackDown!の放送においてカルロス・サンチェス（Cárlos Sanchez）というリングネームで登場。ジョバーという役割ながら知名度が高いせいかファンから大きな歓声で迎えられた。また、相手はCMLL、AAAで行動を共にしたアルベルト・デル・リオということもあって再会を果たす形となった。その後9月にWWEとディペロップメント契約を交わし、AAAとの契約を完了させて退団。11月にWWEの傘下団体であるFCWでピーター・オルロフ（Peter Orlov）のリングネームでデビュー。テレビショーでの出番など多く活躍するが、WWEへ昇格するチャンスを得られずに2012年2月、WWEからリリースを発表された。
5月、新日本プロレスに初参戦を果たし、BEST OF THE SUPER Jr.に初出場。以降、新日本にレギュラー参戦し、ヒールユニットCHAOSに加入。同ユニットに所属しているロッキー・ロメロとのタッグチーム、フォーエバー・フーリガンズ（Forever Hooligans）として活動し、IWGPジュニアタッグ王座を奪取。TIME SPLITTERS(KUSHIDA & アレックス・シェリー組)と同王座を賭けて、幾度となく対戦し抗争を繰り広げた。
2013年7月27日、ロメロと共にROHに参戦しレッドドラゴン（ボビー・フィッシュ & カイル・オライリー）が保持するROH世界タッグ王座に挑戦。これを制して、第37代王者組に就いた。
2015年1月、自身のtwitterにて突如引退を発表した。コズロフの関係者によると、コズロフは内臓疾患が原因の薬の副作用で体調不良だったといい、同年1月5日の後楽園ホール大会への参戦が新日本最後の試合となった。同月25日、オルタネイティブ・レスリング・ショー（Alternative Wrestling Show、略称 : AWS） & レスリング・ケアーズ・アソシエーション（Wrestling Cares Association、略称 : WCA）共催興行にて、フーリガンズとして出場しピーター・アバロン & レイ・ロサス組と対戦、この試合に敗戦したのを最後に引退した。
2020年8月から始まった新日本プロレスのNJPW Strongという番組で、メイン解説者を務めている。

## その他
- CMLL、AAAにおいて多くの日本人レスラーと試合をしている。
- WCW、WWFといった昔のアメリカのプロレス団体に憧れを持ち、AAAにデビューして早々ショーン・ウォルトマンとロメロと共にD-ジェネレーションXのパロディユニット、D-ジェネレーションMexを結成している。

## 得意技
ロシアン・スター・プレス
コーナー上に登りバック宙一回転しながら、寝ている相手に向かって自分の腹部から体を浴びせる。シューティング・スター・プレスと同型で、フィニッシュ・ホールドとして使用している。
ロシアン・ストライク
所謂ローリング・エルボーで新日本初参戦時に開発したフィニッシュ・ホールドとして使用。グロッキー状態の相手が起き上がってくるのを見計らってから放つ型を主に得意としている。また、相手がロープにリバウンドした瞬間を狙うカウンター式も使用。
レッドスケアー
相手の上半身をコブラクラッチで捕らえて締め上げるリバース・フェイスロック。
ロシアン・レッグ・スウィープ
マットに叩き付けてから相手の体を反転させて前述のレッドスケアーに移行するなど連携技の一つとして使用している。
ソビエト・ストライク
ロシアン・フロッグ・エルボー
ペレストロイカ
ロープ越しに極める変形ロメロ・スペシャル。
コサックダンスキック
入場時より被っていたロシア帽を身につけて敢行するコズロフのオリジナルムーブ。ハーフダウン状態の相手の両側頭部と後頭部を足裏で蹴った後、ロープへと走りフェイスカットで痛めつけるまでが一連の流れとなっている。

## タイトル歴
AAA
- AAA世界クルーザー級王座（初代、3代）
- AAA世界混合タッグ王座（第8代 , w / クリスティーナ・ヴォン・イーリー）

新日本プロレス
- IWGPジュニアタッグ王座（第33代、35代 , w / ロッキー・ロメロ）

ROH
- ROH世界タッグ王座（第37代 , w / ロッキー・ロメロ）

闘龍門MEXICO
- スズキカップ優勝（2008年 , w / マルコ・コルレオーネ&ウルティモ・ドラゴン）

## 入場テーマ曲
- RUSSIAN STRIKE

新日本参戦後のテーマ曲。2012年5月 - 現在まで使用。